# Nikon D750
Die Nikon D750 ist eine digitale Spiegelreflexkamera des japanischen Herstellers Nikon, die im Oktober 2014 in den Markt eingeführt wurde.

## Technische Merkmale
Der 24,3-Megapixel-Vollformat-Bildsensor (Herstellerbezeichnung FX-Format) ermöglicht Aufnahmen mit maximal 6016 × 4016 Pixeln.
Die Kamera verfügt über ein herausklappbares, bis 90° nach oben und 75° nach unten neigbares Display. In betriebsbereitem Zustand wiegt sie circa 840 Gramm.
Ihr Dynamikumfang beträgt ~12EV.

## Zubehör
An der Kamera können alle herstellereigenen Nikkor-Objektive ab dem Ai-Standard verwendet werden.
Das Blitzsystem der Kamera entspricht dem iTTL-Standard des Herstellers.
Über eine kombinierte Zubehörschnittstelle kann ein Kabelauslöser oder GPS-Empfänger wie der Nikon GP-1 angeschlossen werden.
Für die Kamera wird der Multifunktionshandgriff MB-D16 angeboten. Mit diesem kann die Kamera wahlweise über den herstellereigenen Akku EN-EL15 oder 6 Mignon-Akkus oder Batterien mit Strom versorgt werden.

## Fertigungsprobleme beim Verschluss
Bereits kurz nach Einführung dieses neuen Modells, aber auch im Jahr 2015 und 2016 traten häufiger Probleme mit dem Verschluss einiger Exemplare auf. Das führte zu schwarzen Feldern ("wie unbelichtet oder fleckig") bei den Aufnahmen. Der Hersteller reagierte auf diese Mängel und reparierte betroffene Kameras kostenfrei. Auf der Seite von Nikon kann man durch die Eingabe der Seriennummer einer D750 überprüfen, ob die eigene Kamera in die kritischen Fertigungszeiträume fällt und eventuell davon betroffen sein könnte.